# Rudolf von Schuster-Bonnott
Rudolf von Schuster-Bonnott, uváděn též jako Rudolf Schuster von Bonnott (12. dubna 1855 Pešť – 31. května 1930 Vídeň), byl rakousko-uherský, respektive předlitavský státní úředník, bankéř a politik, v letech 1912–1915 ministr obchodu Předlitavska.

## Biografie
Pocházel z rozvětvené šlechtické rodiny. V roce 1877 absolvoval právo na Vídeňské univerzitě, kde roku 1878 získal titul doktora práv. Od roku 1877 působil jako koncipient na finanční prokuratuře, od roku 1882 na ministerstvu obchodu v právním oddělení, které od roku 1896 řídil. V roce 1901 převzal vedení oddělení pro výstavbu vodních cest a vedl přípravy výstavby průplavu Dunaj-Odra. Roku 1903 se stal sekčním šéfem ministerstva. Od roku 1905 přešel do Poštovní spořitelny (Österreichische Postsparkasse), v níž se později stal ředitelem.
Za vlády Karla Stürgkha se dodatečně stal ministrem obchodu. Funkci zastával od 20. září 1912 do 30. listopadu 1915. Z válečných důvodů doporučoval hladovění civilních obyvatel. Po odchodu z vlády se vrátil do Poštovní spořitelny a zůstal zde do své demise v roce 1926, která byla vynucena skandálem, který v této bance propukl.